# 817
Раннє Середньовіччя. Епоха вікінгів. Реконкіста.
У Східній Римській імперії продовжується правління Лева V Вірменина. У Франкському королівстві триває правління Людовика Благочестивого. Північ Італії належить Франкському королівству, Рим і Равенна під управлінням Папи Римського, герцогства на південь від Римської області незалежні, деякі області на півночі та на півдні належать Візантії. Піренейський півострів, окрім Королівства Астурія, займає Кордовський емірат. В Англії триває період гептархії. Існують слов'янські держави: Карантанія, як васал Франкського королівства, та Перше Болгарське царство.
Аббасидський халіфат очолює аль-Мамун. У Китаї править династія Тан. Велика частина Індії під контролем імперії Пала. В Японії триває період Хей'ан. Хозарський каганат підпорядкував собі кочові народи на великій степовій території між Азовським морем та Аралом. Територію на північ від Китаю займає Уйгурський каганат.
На території лісостепової України в IX столітті літописці згадують слов'янські племена білих хорватів, бужан, волинян, деревлян, дулібів, полян, сіверян, тиверців, уличів. У Північному Причорномор'ї співіснують різні кочові племена, зокрема булгари, хозари, алани, тюрки, угри, кримські готи. Херсонес Таврійський належить Візантії.

## Події
- Аббасидський халіф аль-Мамун, намагаючись втихомирити Алідів, призначив своїм наступником Алі ібн Мусу.
- У Багдаді спалахнуло повстання проти аль-Мамуна, халіфом себе проголосив син аль-Махді Ібрагім.
- Римський імператор Людовик I Благочестивий зробив спробу впорядкувати наслідування в Каролінзькій імперії, затвердивши документ «Про порядок в Імперії» (Ordinatio imperii). Його сина Лотара I проголошено єдиним спадкоємцем, і батько сам коронував його імператором. Піпін отримав Аквітанію, а Людовик — Баварію та східну частину імперії.
- Оскільки про позашлюбних синів в Ordinatio imperii не згадувалося, а Італія була віддана Лотару, король Італії, байстрюк Піпіна Італійського, Бернард підняв бунт проти дядька Людовика Благочестивого.
- Іспанська марка була об'єднана з Готською (Септиманією).
- Франки здійснили похід на Ельбу проти ободритів.
- Візантійський імператор Лев V Вірменин здобув перемогу на булгарами.
- Розпочався понтифікат Пасхалія I.

## Померли
- Стефан IV (V), папа римський.